# Jagera
Jagera este un gen ce conține patru specii de copaci mici din familia Sapindaceae. Trei dintre cele patru specii pot fi găsite în pădurile tropicale din estul Autraliei, iar cealaltă în Insulele Moluce și în Noua Guinee.
Cea mai cunoscută specie dintre cele patru este Jagera pseudorhus, cunoscută în limbajul colocvial ca coaja de spumă, datorită saponinelor care apar în scoarță după ploile puternice. Indigenii australieni foloseau această spumă ca otravă pentru pești.
Genul este denumit după Herbert de Jager, un orientalist olandez și asociat al botanistului Georg Eberhard Rumphius.